# Кремль Дмитрия Донского

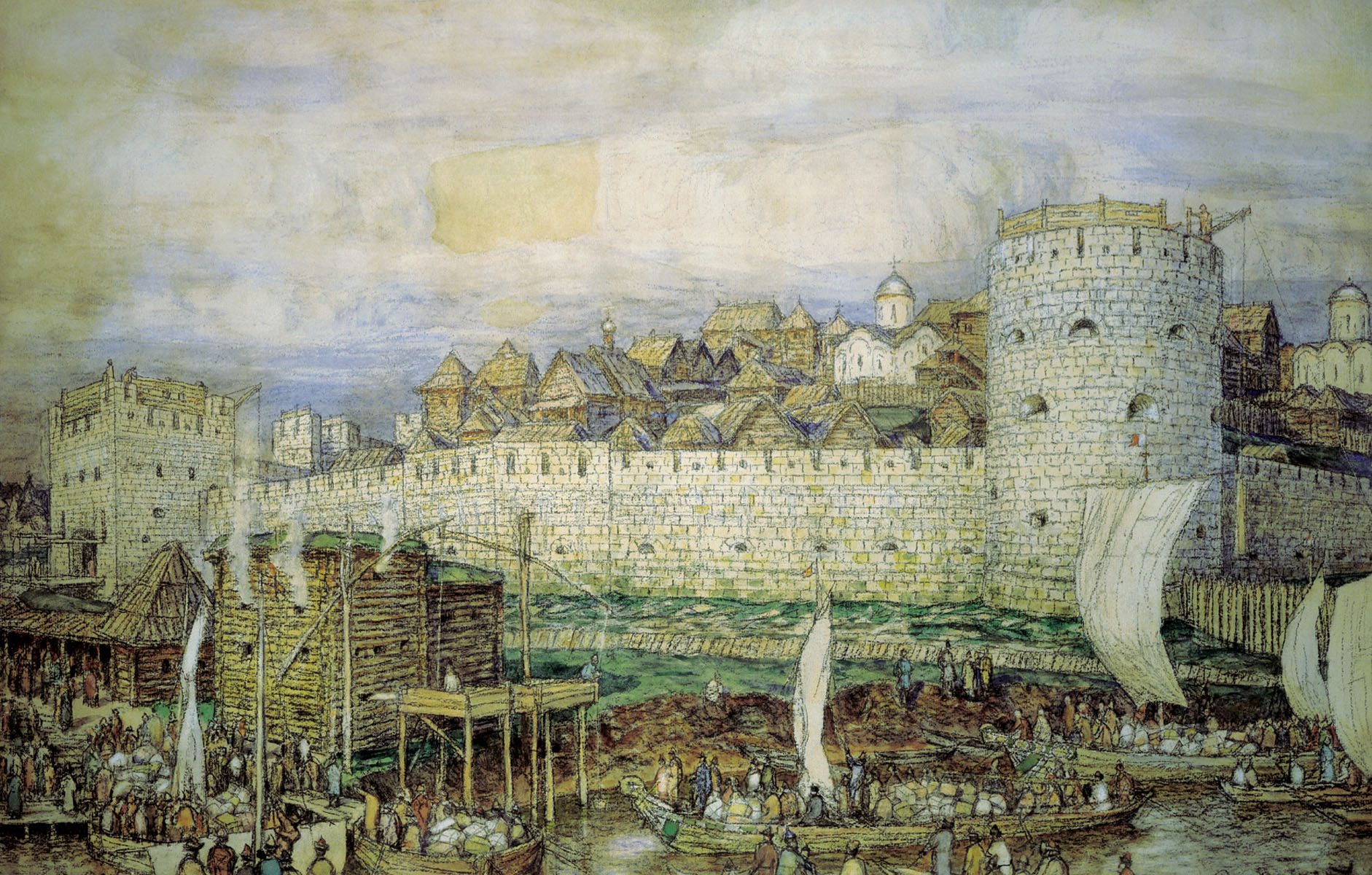
На живописной реконструкции Аполлинария Васнецова

Белокаменный Московский Кремль — первая каменная крепость на территории города Москвы. Работы по замене деревянных стен и башен на белокаменные большего периметра были проведены в 1366—1367 годах, в правление молодого князя Дмитрия Ивановича. 
И. Е. Забелин предполагал, что материал для строительства поступал из каменоломен села Мячкова при впадении Пахры в Москву-реку. Мячковский камень в Москву доставляли Москвой-рекой. Летом его везли на судах, а зимой — на санях по замерзшей реке. 
По данным археологии, каменными были башни и наиболее важные части стены, откуда была наибольшая опасность штурма. Укрепления дополнялись рвом, прокопанным от Неглинной до Москвы-реки. Историк М. Н. Тихомиров в своей работе «Древняя Москва XII—XV вв.» писал, что первоначальные каменные стены были низкими, а их достройка велась много лет.
С этого времени в летописях часто встречается название — «Москва белокаменная». Появление у Москвы каменных стен позволило великому княжеству Московскому проводить более самостоятельную и агрессивную внешнюю политику. Уже в 1368 и 1370 годах стены спасли горожан от т. н. «литовщины» — выстояли против осады Ольгердом. Обеспечив свой тыл, князь Московский пошёл на обострение отношений с Ордой (см. Куликовская битва). В 1382 году Кремль был взят и разорён ханом Тохтамышем. После ухода Тохтамыша укрепления удалось быстро восстановить.
Помимо кремлёвских стен, при Дмитрии Донском были возведены каменные соборы в кремлёвских монастырях, Чудове и Вознесенском. К концу XIV века Московский Кремль по каменной застройке опережал большинство русских городов, уступая только Новгороду и Пскову. В правление Ивана III белокаменные стены кремля были полностью разобраны и заменены кирпичными, которые сохранились до нашего времени.